# Vogelbekdier
Het vogelbekdier (Ornithorhynchus anatinus) is een waterminnend zoogdier dat in Oost-Australië en Tasmanië voorkomt. Het is het enige nog levende lid van de familie vogelbekdieren (Ornithorhynchidae) en de onderorde vogelbekdierachtigen (Platypoda), waarvan wel enkele fossiele soorten bekend zijn.
Met de vier mierenegels (Tachyglossidae) behoort het dier tot de cloacadieren (Monotremata), een orde die verder alleen uitgestorven diersoorten omvat. De cloacadieren bezitten een cloaca en zijn de enige eierleggende zoogdieren. Vanwege deze eigenschap wordt wel naar het dier verwezen in de discussie over de evolutionaire verwantschap tussen zoogdieren en reptielen.
Het vogelbekdier is het enige zoogdier met een snavel, een flexibel tastorgaan dat het dier gebruikt voor de jacht op ongewervelden op de bodem van rivieren en ondiepe meren. 
Het vogelbekdier stond al vroeg in de belangstelling van de nieuwkomers in Australië. Tot aan het begin van de 20e eeuw werd het dier bejaagd vanwege zijn vacht, maar later werd het in zijn hele verspreidingsgebied beschermd. Hoewel de populatie lijdt onder de gevolgen van habitatverlies, is het geen uitdrukkelijk bedreigde diersoort.

## Ontdekking en naamgeving
De eerste Europeanen die in aanraking kwamen met het vogelbekdier waren Britse kolonisten, die na de stichting van de kolonie New South Wales in 1788 Australië bereikten. De kolonisten gebruikten verscheidene namen voor het dier, waaronder duckbill, duckmole en watermole, refererend aan de eendachtige snavel, de molachtige vacht en het vermogen om te zwemmen.
In 1798 stuurde de gouverneur van New South Wales, John Hunter, een als balg geprepareerd exemplaar van het vogelbekdier op naar Engeland, waar het aanvankelijk omschreven werd als een in het water levende mollensoort. Aan de hand van dit exemplaar stelde de bioloog George Shaw, destijds assistent-conservator van het British Museum te Londen, de eerste beschrijving van het dier op. In eerste instantie dacht hij met een vervalsing te maken te hebben, alsof iemand delen van verschillende diersoorten aan elkaar had gehecht. Shaw publiceerde zijn beschrijving van het dier in 1799 in het tijdschrift Naturalist's Miscellany en gaf het de naam Platypus anatinus. De geslachtsnaam "Platypus", vanuit het Oudgrieks πλατύς, platys, "plat", en πούς, pous, "voet", betekent "platvoet", een verwijzing naar de brede platte poten. Het epitheton anatinus, afgeleid van het Latijnse anas, "eend", betekent "eendachtig", een verwijzing naar de snavel. Het exemplaar waaraan de naam verbonden is, het holotype, is de oorspronkelijke balg. Ten tijde van de beschrijving door Shaw was het in bezit van een zekere Mr. Dobson. Dit exemplaar kwam later in het bezit van Richard Latham (1799-1846), die het in 1832 aan het Londense Natural History Museum schonk. Het wordt nog steeds in dat museum bewaard. Het label vermeldt de naam van de schenker ("R. Latham"), niet van de verzamelaar.

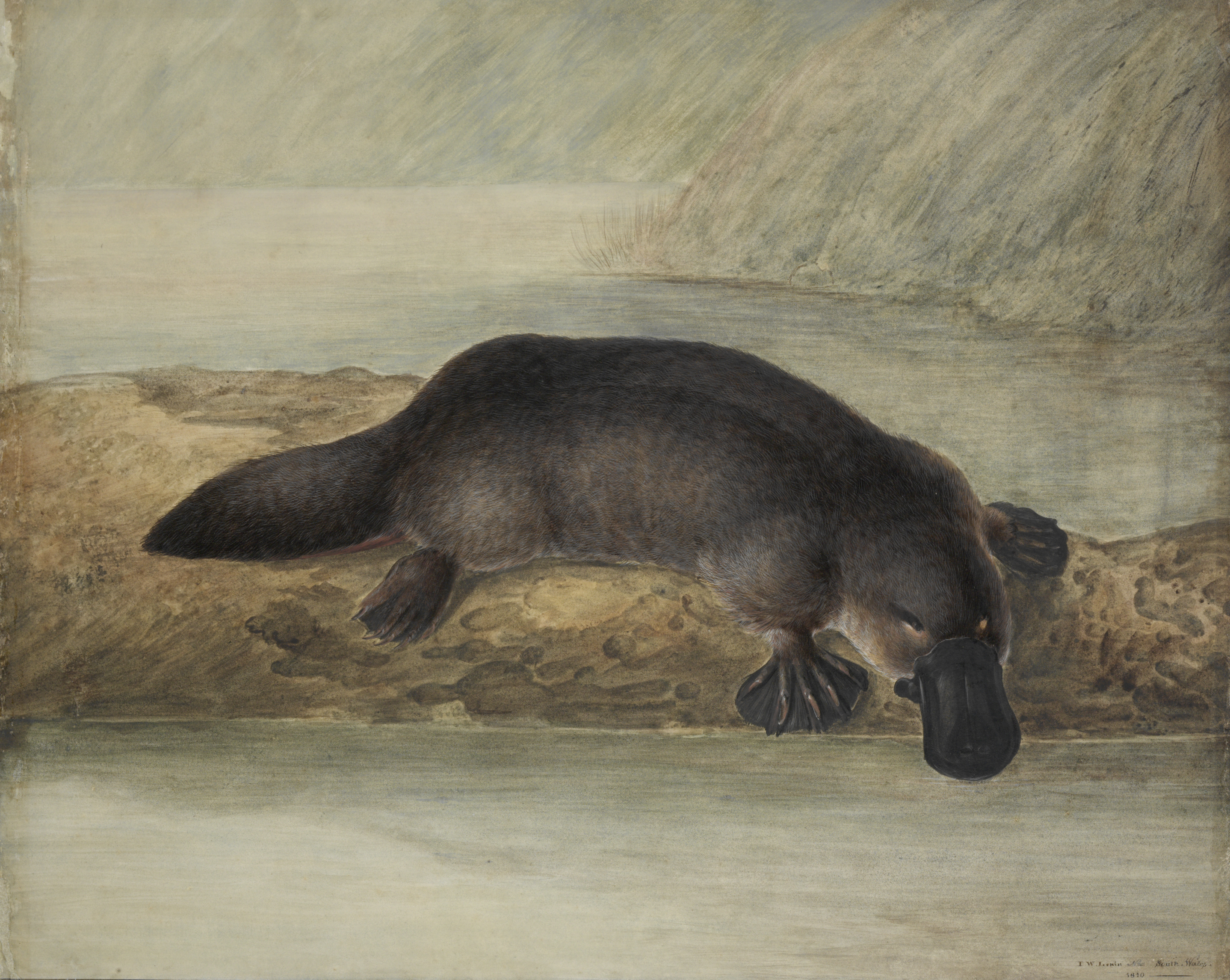
Illustratie van een vogelbekdier door John Lewin, 1808

Aan Shaw dankt het dier zijn naam in de Engelse taal: platypus. Als wetenschappelijke naam voor het geslacht was die naam echter niet geldig, aangezien die in 1793 door Johann Friedrich Wilhelm Herbst al was toegekend aan een geslacht van snuitkevers. In 1800 publiceerde Johann Friedrich Blumenbach onafhankelijk van Shaw de naam Ornithorhynchus paradoxus voor de soort, gebaseerd op een exemplaar uit Botany Bay dat hij van Joseph Banks ten geschenke had gekregen. Daarmee is "Ornithorhynchus" de eerst beschikbare naam voor het geslacht. De typesoort, de soortnaam die vastlegt waarnaar het geslacht Ornithorhynchus verwijst, is Ornithorhynchus paradoxus. Die naam is zelf een later synoniem van Platypus anatinus. Volgens de regels van de nomenclatuur is de naam door Shaw geldig gepubliceerd, alleen niet met een geldige geslachtsnaam, en moet een nieuwe combinatie (combinatio nova) worden gemaakt van de oorspronkelijke naam met de nieuwe geslachtsnaam, wat als wetenschappelijke naam dus Ornithorhynchus anatinus oplevert. De geslachtsnaam Ornithorhynchus is afgeleid van het Griekse ὄρνις, ornis, "vogel", en ῥύγχος, rhynchos, "snuit". Het Nederlandse "vogelbekdier" is hiervan een directe vertaling.
Aan het begin van de negentiende eeuw kwam een exemplaar in Europa aan dat compleet was en op sterk water geconserveerd, waardoor meer details werden ontdekt, zoals het ontbreken van de tepels. Een discussie volgde waar het dier moest worden ingedeeld. Shaw zag het als zoogdier omdat het daarvoor kenmerkende eigenschappen bezat, zoals een vacht. Er werden echter ook eigenschappen ontdekt die men enkel kende van reptielen of vogels, zoals de cloaca en de snavel. Het ontbreken van tepels deed vermoeden dat het dier zijn jongen niet zoogde, en daardoor mogelijk geen zoogdier kon zijn. De Britse anatoom Everard Home stelde in zijn publicaties in de periode 1800-1802 dat het dier tot een aparte stam zoogdieren behoorde, met kenmerken van vogels en reptielen. De Franse bioloog Étienne Geoffroy Saint-Hilaire zag in de bevindingen echter bewijs van een geheel nieuwe diergroep en riep voor het vogelbekdier en de mierenegel een nieuw taxon in het leven, de orde Monotremata. Een andere invloedrijke Franse onderzoeker, Jean-Baptiste de Lamarck, plaatste in 1809 het vogelbekdier en de mierenegel zelfs in een geheel nieuwe klasse, de Prototheria.
Het debat over de plaats van het vogelbekdier in de taxonomie en de manier van voortplanting hield aan. Zo was het nog altijd onduidelijk of het dier zijn jongen zoogde en of het eierleggend, levendbarend of eierlevendbarend was. In 1824 ontdekte Johann Friedrich Meckel dat het dier melkklieren onder de huid had en zijn jongen dus waarschijnlijk wel kon zogen. In 1832 merkte de militair en natuuronderzoeker Lauderdale Maule dat bij het villen van een zogend vrouwtje de melk zich over de buik verspreidde. Richard Owen toonde vervolgens aan dat de klieren bij mannetjes ontbraken en bij vrouwtjes in verschillende levensfases verschillende groottes hadden. Saint-Hilaire bleef echter vasthouden aan zijn overtuiging dat het vogelbekdier geen zoogdier was. Hij achtte het niet bewezen dat de door de klieren uitgescheiden vloeistof melk was. In 1884 ontdekte de Schotse wetenschapper William Caldwell dat het dier eieren legde, waarna hij op 29 augustus een telegram stuurde naar professor Archibald Liversidge van de Universiteit van Sydney met de tekst monotremes oviparous, ovum meroblastic (cloacadieren eierleggend, ei meroblastisch). Die stuurde het op zijn beurt door naar de British Association for the Advancement of Science. Meroblastisch verwijst naar de klieving van de cellen in het jonge embryo: de cellen klieven zich slechts gedeeltelijk, en blijven zonder celmembraan aan de zijde van de dooier, zoals bij vogels en reptielen. Bij de meeste zoogdieren is de klieving holoblastisch, wat betekent dat de cellen bij de klieving volledig delen. Meroblastische eieren bevatten een veel grotere dooier dan holoblastische. De embryonale ontwikkeling van een vogelbekdier leek dus minder op die van andere zoogdieren en meer op die van vogels en reptielen.

## Kenmerken

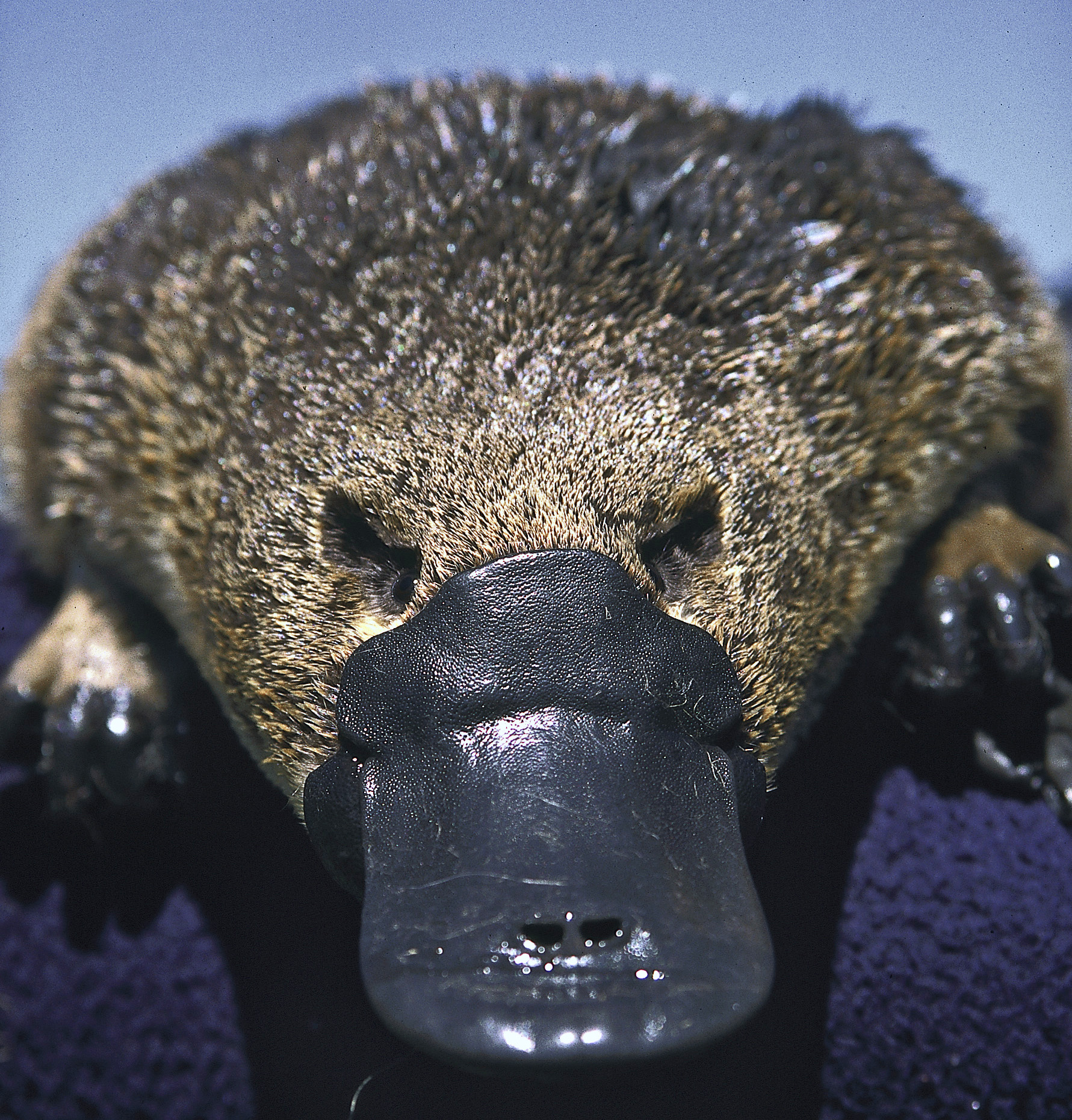
Close-up van de kop en snavel

Het vogelbekdier is een klein, aan het leven in het water aangepast dier met een opvallende snavel, een cilindrisch gevormd lichaam, een dikke, losse huid en een brede, platte staart. De korte fluwelige vacht lijkt op die van een mol en is waterdicht. Deze vacht is ongeveer 1 cm dik en bestaat uit een onderlaag van wolharen, die zorgen voor een isolerende luchtlaag, en lange dekharen. De vacht bedekt het gehele lichaam, met uitzondering van de poten en snavel. De vacht is sepiabruin tot zwart van kleur, de buik is grijzig zilver tot goudkleurig bruin met gele en/of roze vlekken. De vacht van het vrouwtje is roodachtiger van kleur dan die van het mannetje. Buik- en rugzijde worden gescheiden door een roestkleurige streep. Deze is vooral bij jonge exemplaren duidelijk zichtbaar en vervaagt naarmate de dieren ouder worden. De vacht is fluorescerend in ultraviolet licht.
De staart is dun behaard en aan de onderzijde vaak kaal. De staart is dik, breed en plat en aan de behaarde punt afgeknot. De kop van het vogelbekdier is klein en enigszins afgeplat en draagt een voor zoogdieren unieke snavel. Oorschelpen ontbreken, maar er is wel een gehooropening. De ogen van het vogelbekdier zijn klein, met een diameter van gemiddeld 6 millimeter. In tegenstelling tot de ogen van andere zoogdieren hebben die van het vogelbekdier kenmerken die al aanwezig waren bij de eerste viervoeters en nog gezien worden bij amfibieën en longvissen, waaronder dubbele kegeltjes met olieachtige druppels en een kraakbenen schaal waarin de ogen rusten. De ogen en gehoorgang liggen hoog in de kop en bevinden zich in dezelfde huidplooi. Onder deze plooi zit een opvallende lichte vlek. Aan weerszijden van de kop zijn achter de snavel wangzakken aanwezig.
De poten zijn kort en hebben vijf tenen. De voorpoten van een vogelbekdier bevatten grote zwemvliezen, waardoor ze veel stuwkracht leveren en kunnen dienen als peddels. Gravend en lopend op het land worden de zwemvliezen onder de handpalm gevouwen, zodat de grote, brede klauwen vrijkomen. De kleinere achterpoten dragen gedeeltelijk zwemvliezen. Deze dienen bij het zwemmen als roer. De achterpoten hebben scherpe klauwen, die worden gebruikt bij het lopen. Ook kan het vogelbekdier zich hiermee verankeren bij het graven.

### Snavel
De eendachtige snavel is, in tegenstelling tot die van vogels, niet hard, maar zacht en flexibel. Hij wordt gevormd door dezelfde beenderen die bij andere zoogdieren de kaken vormen. De bovensnavel wordt gevormd door de bovenkaak, de ondersnavel door de onderkaak. De snavel is bedekt met een zachte, onbehaarde, leerachtige huid. Het komt voor dat deze huid beschadigd is. De snavel loopt door in een voorhoofdsplaat.
De snavel moet gezien worden als een groot tastorgaan. In de snavel zitten vele zenuwuiteinden en kleine zintuiglijke organen, naast 60.000 mechanoreceptoren (die gevoelig zijn voor aanraking) ook 40.000 elektroreceptoren. De elektroreceptoren zijn gevoelig voor de veranderingen in elektrische velden, die ontstaan als prooidieren hun spieren samentrekken. De mechanoreceptoren zijn gelijkmatig verspreid over de snavel, maar de elektroreceptoren zijn enkel in rijen in de huid van de snavel te vinden. Onder water is het voor zintuiglijke waarneming van deze organen afhankelijk, omdat de gehooropeningen, ogen en neusgaten bij het duiken worden gesloten. Het deel van de hersenschors waarmee de elektroreceptoren zijn verbonden, bevindt zich in het gedeelte dat zich bezighoudt met het verwerken van tastprikkels. Dit deel beslaat een groot deel van de hersenen van het vogelbekdier. Waarneming door elektroreceptie is zeer zeldzaam bij zoogdieren. Het is verder enkel bekend van mierenegels en de Latijns-Amerikaanse dolfijnensoort Sotalia guianensis.
Sommige cellen in de hersenschors krijgen informatie van zowel de elektro- als de mechanoreceptoren, wat op een nauwe band tussen deze twee zintuigen duidt. Door tijdens het foerageren zijn snavel heen en weer te zwaaien, kan het vogelbekdier met de elektroreceptoren veranderingen in signaalsterkte opvangen. Met de mechanoreceptoren neemt het vervolgens de golven in het water waar, die het prooidier veroorzaakt door te bewegen. Beide signalen worden in hetzelfde deel van de hersenen verwerkt, wat een mechanisme suggereert, waarmee aan de hand van het verschil in aankomsttijd tussen beide prikkels de locatie van het prooidier wordt berekend. De snuit van de lepelsteuren heeft een soortgelijke functie.
De neusgaten van het vogelbekdier bevinden zich aan het uiteinde van de snavel. Zo kan het dier ademhalen zonder geheel aan het wateroppervlak te hoeven komen. De neusgaten worden afgesloten bij het duiken en worden dus niet benut bij de jacht. De tong van het vogelbekdier is bezet met hoornige, tandachtige uitstulpsels en loopt achter in de snavel uit in een gezwel, dat de bek afsluit.
Een jong vogelbekdier heeft twee paar tanden, driepuntige kiezen. De tanden gaan verloren rond de tijd dat het jong het hol verlaat. Ze worden vervangen door rijen horizontaal geplaatste hoornachtige ribbels. De voorste ribbels zijn scherp en snijden het voedsel. De achterste ribbels zijn stomper en vervullen de functie van kiezen. Deze platen blijven doorgroeien.

### Gifklieren

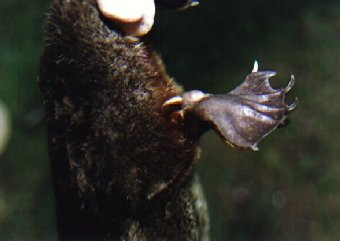
Gifspoor aan de achterpoot van een vogelbekdier

Het vogelbekdier is een van de weinige giftige zoogdieren. Het mannetje heeft aan de enkels van beide achterpoten een holle, hoornige spoor, die verbonden is met een gifklier in de dij. Deze spoor is bij een volwassen mannetje ongeveer een centimeter lang. Hij gebruikt ze voornamelijk bij gevechten met andere mannetjes in de paartijd. Een jong vrouwtje bezit eveneens een spoor, maar deze is gereduceerd. De spoor wordt maximaal een halve centimeter lang en valt af als zij 8 tot 10 maanden oud is.
Het gif bevat meer dan tachtig verschillende toxische verbindingen, waaronder op defensine gelijkende eiwitten, waarvan er drie uniek voor het vogelbekdier zijn. Het kan dodelijk zijn voor dieren tot de grootte van een hond. Voor mensen is het gif niet dodelijk, maar het veroorzaakt een extreme chronische pijn. Oedeem ontwikkelt zich rond de wond en verspreidt zich over de rest van het ledemaat. De pijn gaat vervolgens over in een verhoogde gevoeligheid voor pijn, die enkele dagen tot enkele maanden kan aanhouden. Vogelbekdieren zijn geen agressieve dieren, maar een mannetje dat wordt opgepakt en zich bedreigd voelt zal niet aarzelen om zijn belager te prikken.

### Inwendige anatomie

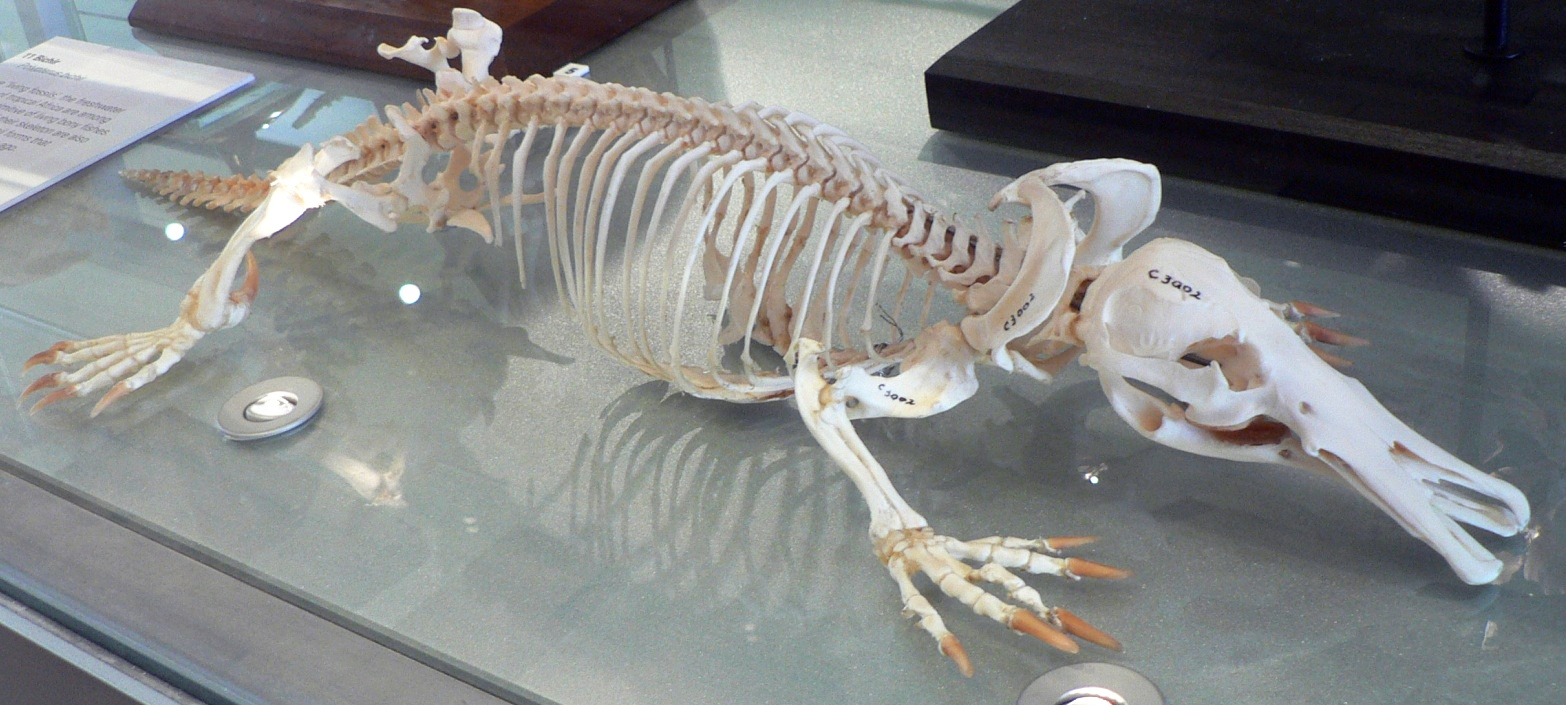
Skelet van een vogelbekdier

De hersenen van het vogelbekdier zijn naar verhouding groot, maar gladder dan bij andere zoogdieren. Het skelet van cloacadieren als het vogelbekdier wijkt op enkele punten af van dat van de andere zoogdieren. Zo worden de twee sleutelbeenderen verbonden door een bot dat ontbreekt bij andere zoogdieren, maar wel voorkomt bij reptielen en vogels. Het bekken heeft een soort buidelbeen, net als buideldieren. De functie hiervan is onbekend.
Mannetjes hebben geen scrotum. De testikels zijn net als bij reptielen in het lichaam gelegen. Bij de cloacadieren monden de urineleiders, blaas en eileiders uit in een zogenaamde urogenitale holte, die weer uitmondt in de cloaca. Het darmstelsel eindigt eveneens in de cloaca, vlak achter de opening van de urogenitale holte. Enkel de linker eierstok is functioneel. De melkklieren komen niet uit in een tepel, maar zijn onderhuids. Tijdens de zoogtijd worden de melkklieren wel 13,5 cm lang.
De lichaamstemperatuur bij vogelbekdieren schommelt tussen de 25 °C en de 35 °C, maar meestal is de lichaamstemperatuur ongeveer 32 °C, wat opmerkelijk laag is voor een zoogdier. Door zijn dikke vacht en lage lichaamstemperatuur kan het dier makkelijk oververhit raken. Bij een omgevingstemperatuur hoger dan 35 °C kan het zelfs flauwvallen. Daarentegen beschermen de vacht en een goed ontwikkelde tegenstroom in het bloed tegen kou.
Mannetjes hebben 53 chromosomen en vrouwtjes hebben 54 chromosomen.

### Afmetingen
De lichaamslengte van het vogelbekdier varieert enigszins, waarbij exemplaren die in het noorden van het areaal voorkomen kleiner blijven in vergelijking met soortgenoten in zuidelijke delen van het verspreidingsgebied. Het mannetje is groter en zwaarder dan het vrouwtje. De kop-romplengte is bij mannetjes 45 tot 60 cm, voor vrouwtjes 39 tot 55 cm. De staartlengte is 10,5 tot 15,2 cm voor mannetjes en 8,5 tot 13 cm voor vrouwtjes. De snavel wordt bij mannetjes gemiddeld 5,8 cm lang, bij vrouwtjes 5,2 cm.
Het lichaamsgewicht verschilt per seizoen. Mannetjes worden zwaarder en hebben een gemiddeld lichaamsgewicht van 1 tot 2,4 kg. De kleinere vrouwtjes bereiken een lichaamsgewicht van 0,7 tot 1,6 kg. 

## Verspreiding en habitat

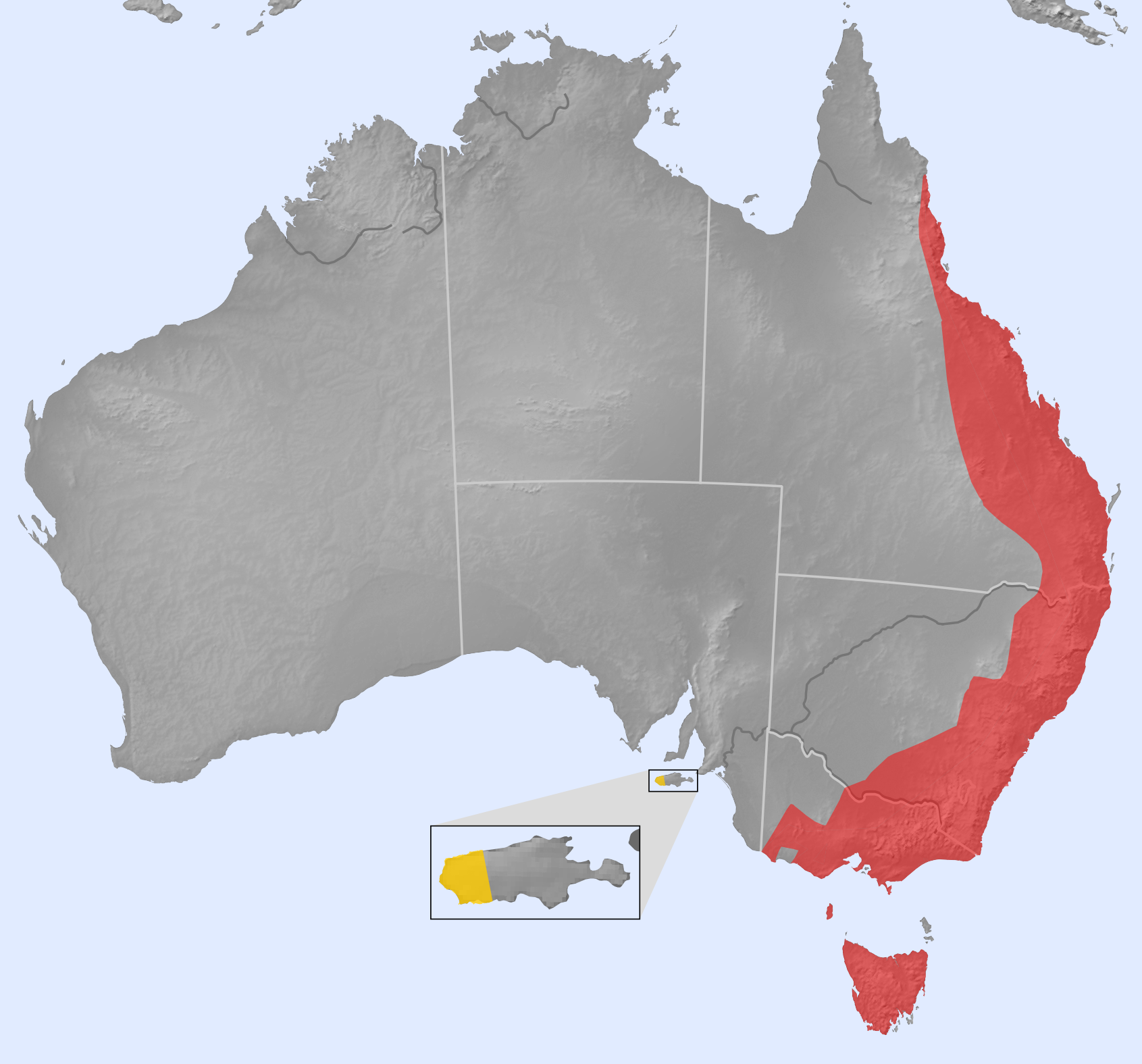
Verspreiding van het natuurlijke areaal in het rood, recent uitgezette gebieden in het geel

Het vogelbekdier komt voor in het oosten van Australië, van Queensland tot Victoria, en op Tasmanië. Het komt tevens ten westen van het Groot Australisch Scheidingsgebergte voor, dankzij westwaarts stromende rivieren. De noordgrens van het verspreidingsgebied ligt bij Cooktown. Het is een echte waterbewoner, die enkel permanente, ondiepe zoetwaterbekkens als rivieren, stromen, kreken en meren bewoont, variërende van warmere kustrivieren tot ijskoude bergbeken op 1500 m hoogte. Het vogelbekdier mijdt zout water, maar wordt af en toe in brak water aangetroffen. Langs de wateren moeten aardbanken liggen die geschikt zijn om holen in te graven. Oevervegetatie is eveneens belangrijk. Niet alleen verstevigen plantenwortels de oevers, ook bieden over het water hangende planten beschutting.
Mogelijke redenen voor het ontbreken van vogelbekdieren in het noorden van Queensland zijn extreme overstromingen, een te hoge watertemperatuur en de aanwezigheid van krokodillen. Het vogelbekdier kan slecht tegen overstromingen, aangezien de stroming de dieren wegspoelt en de oevers wegslaat waar het zijn hol heeft. Overstromingen die worden veroorzaakt door smeltwater, maken het water bovendien te koud. Ook mijdt het rivieren die jaarlijks droogvallen. Het vogelbekdier kan slecht tegen droogte, omdat het vogelbekdier enkel onder water prooi kan vinden.
De soort kwam tot in de negentiende eeuw voor in Zuid-Australië, maar is hier inmiddels uitgestorven. De enige populatie vogelbekdieren in Zuid-Australië is te vinden op Kangaroo Island, waar de soort in de jaren veertig van de twintigste eeuw met succes werd ingevoerd. In datzelfde decennium werd een poging gedaan om de soort te introduceren in de Mundaring Weir, in het zuidwesten van West-Australië, maar de dieren plantten zich hier niet voort.

## Levenswijze

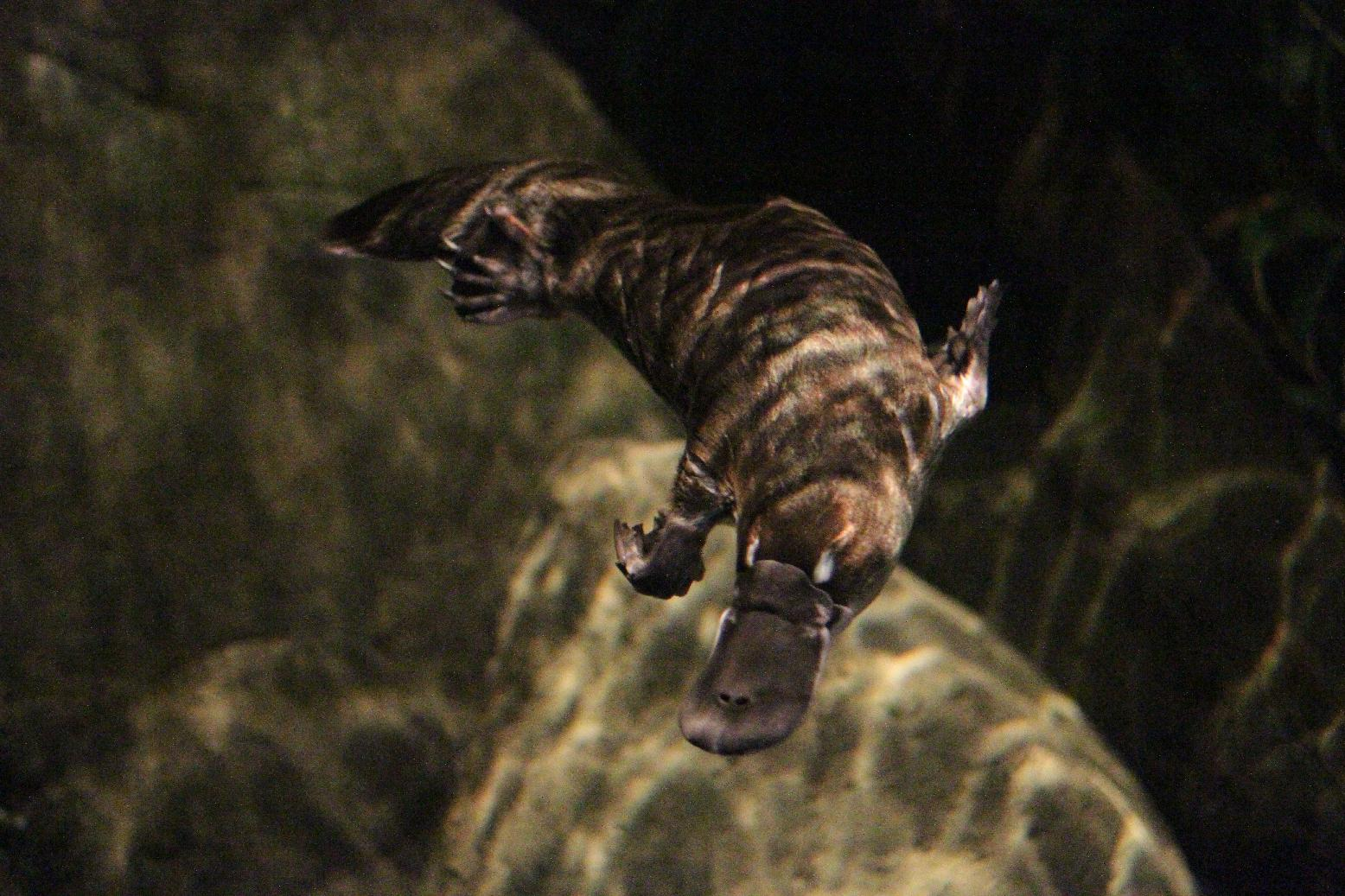
Het vogelbekdier brengt de helft van de tijd in het water door. Bij het zwemmen worden de voorpoten afwisselend bewogen.

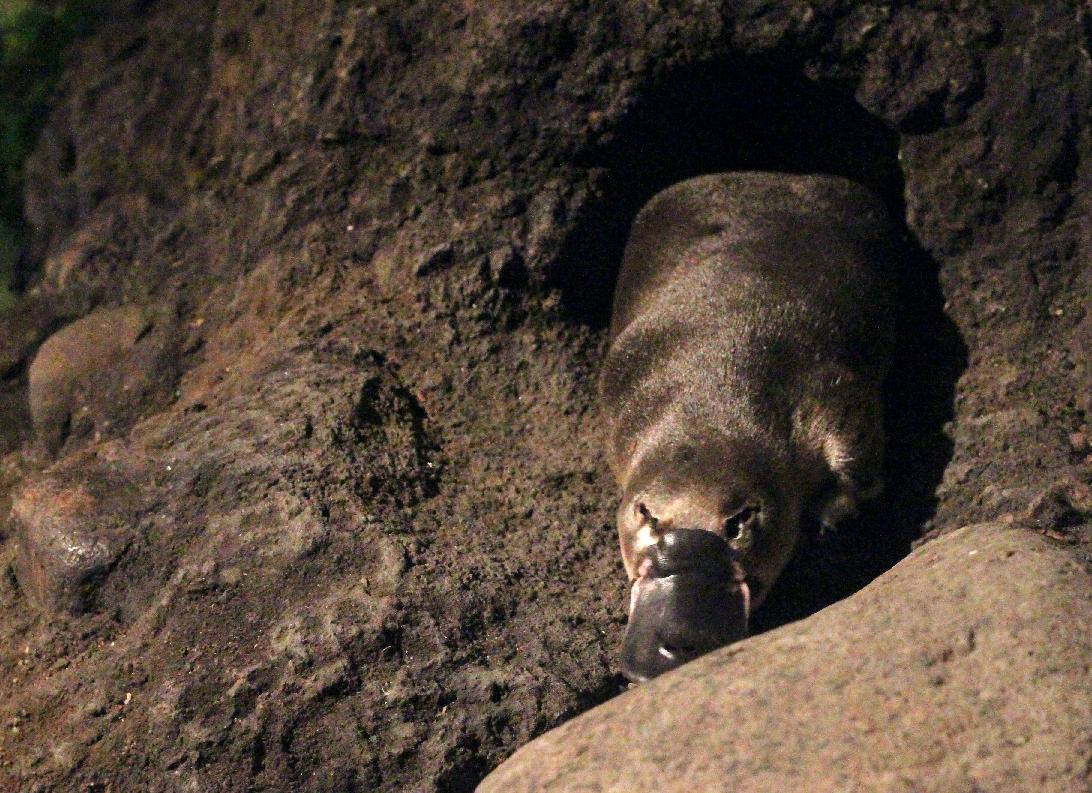
Vogelbekdieren leven in holen.

Het vogelbekdier is helemaal afgestemd op leven in het water, waar het 50% van de tijd doorbrengt. Foerageren onder water wisselt het geregeld af met adempauzes aan het wateroppervlak. Anders dan andere kleine waterzoogdieren, zoals otter en bever, zwemt het vogelbekdier voornamelijk met zijn grote voorpoten, die het afwisselend naar voren slaat. De achterpoten en staart dienen als roer en stabilisator. De ogen, gehoorgangen en neusgaten worden bij het duiken afgesloten. Het vogelbekdier kan in het water snelheden bereiken van 3 tot 4 km/uur. Over het algemeen zwemt het echter langzamer. Een duik duurt meestal minder dan 40 seconden, maar het kan tot 5 minuten onder water blijven.
Het vogelbekdier kan zich ook op het land voortbewegen, waar het enigszins wijdbeens en waggelend kruipt, als een reptiel. Het loopt daarbij op zijn knokkels, om zijn zwemvliezen te beschermen. Het waagt zich echter enkel op het land als het op zoek is naar nestmateriaal of op weg is naar zijn hol. Op Tasmanië wordt het vaker op land waargenomen, waarschijnlijk omdat de vos daar tot voor kort niet voorkwam.
Het vogelbekdier is het gehele jaar door actief en leeft solitair, de woongebieden kunnen echter overlappen. In rustig water kunnen meerdere dieren tegelijk worden waargenomen, maar ze lijken nauwelijks op elkaar te reageren. Een enkele keer is waargenomen dat dieren een hol deelden. Geslachtsrijpe mannetjes zijn territoriaal in de paartijd en kunnen agressief naar elkaar zijn. Het territorium van een vogelbekdier beslaat één tot meer dan zeven vierkante kilometer. Het dier kan bij het dagelijkse foerageren afstanden afleggen van drie tot vier kilometer.
Het is voornamelijk in de schemering en 's nachts actief. Overdag en bij extreme temperaturen houdt het zich schuil in een zelfgegraven hol in de oever. Het hol wordt gegraven met de voorpoten in stabiele, maar enigszins rulle grond, bij voorkeur nabij boomwortels. Het hol is 5 tot 10 m lang. De eerste gang is even breed als het vogelbekdier zelf. Het hol kent vaak meerdere ingangen, die zich vlak boven de waterspiegel bevinden. Het hol is goed geïsoleerd. In de winter komt de temperatuur niet onder de 14 °C. Als 's zomers de buitentemperatuur 34 °C en de watertemperatuur 24 °C is, is de temperatuur in het hol 18 °C. Aangezien vogelbekdieren makkelijk oververhit raken, vluchten zij bij hoge temperaturen hun hol in. In gevangenschap is waargenomen dat het dier in een torpor kan raken, een staat waarin het dier zijn lichaamstemperatuur en metabolisme laat zakken, als bij winterslaap. Dit gedrag is niet waargenomen bij wilde vogelbekdieren, maar is wel bekend van de verwante mierenegels.
Het vogelbekdier is een zeer diepe slaper, die zelfs bij verstoring niet gewekt wordt. Het vogelbekdier heeft een veel langere remslaap dan andere zoogdieren: gemiddeld acht uur per dag.

### Voedsel
Het vogelbekdier leeft voornamelijk van in het water levende ongewervelde dieren. Waterinsecten en hun larven vormen de belangrijkste prooi. Vooral de larven van schietmotten worden veel gegeten, gevolgd door de larven van tweevleugeligen, haften, steenvliegen en libellen. Daarnaast eet het waterkevers, waterwantsen, wormen als paardenhaarwormen, weekdieren als waterslakken en kreeftachtigen als garnalen en kreeftjes, en een enkele keer gewervelde dieren, waaronder kikkervisjes, visjes en hun eieren. Vermoedens dat het ook plantaardig materiaal zou eten, zijn onvoldoende onderbouwd. In gevangenschap is waargenomen dat de dagelijkse behoefte binnen een jaar kan wisselen van 14,9 tot 21,2% van het lichaamsgewicht. In gevangenschap is waargenomen dat ze ook goudvissen en muskietenvisjes vangen en eten.

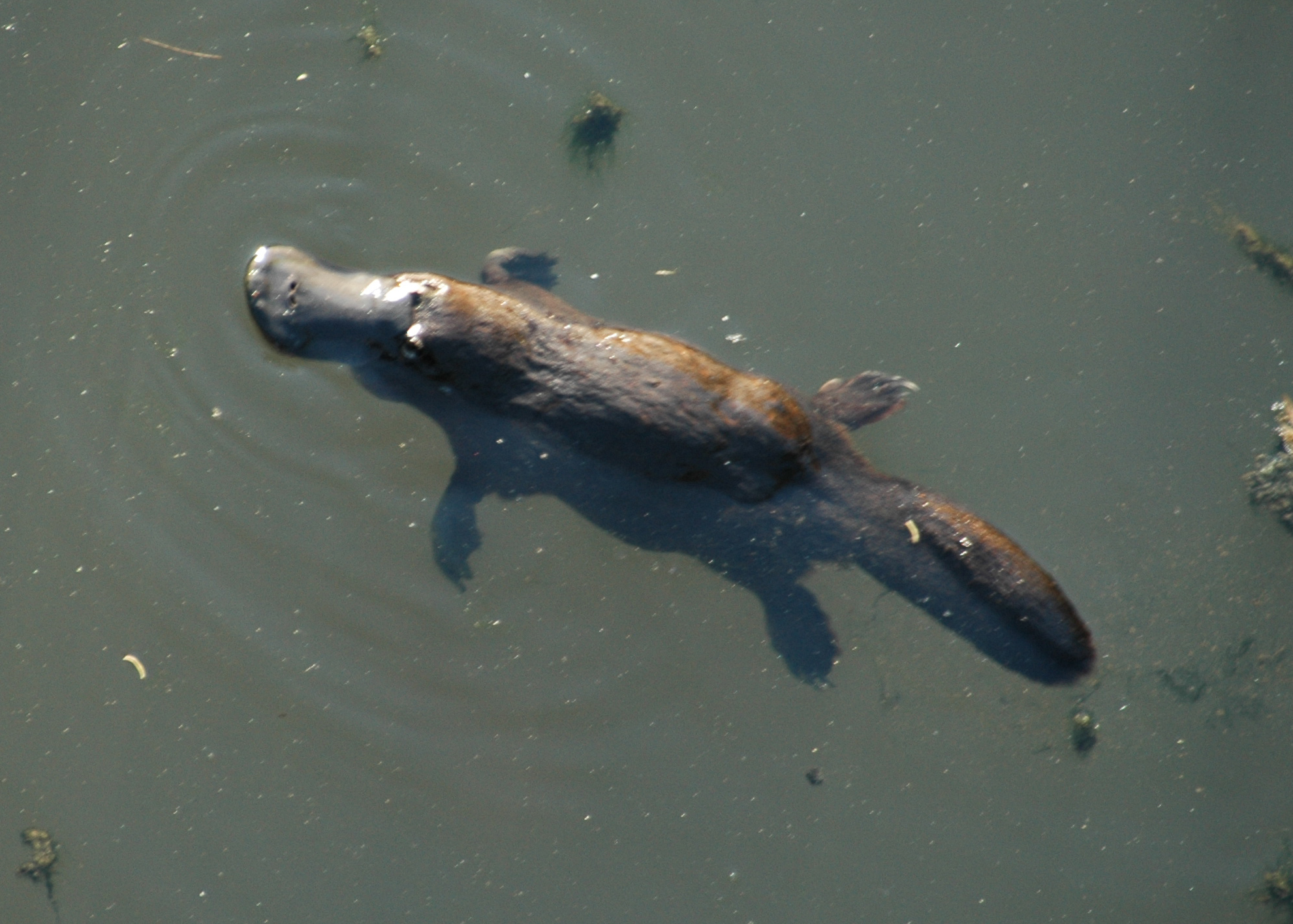
Het vogelbekdier laat zich in het wild het best zien op de korte momenten dat hij, kauwend op zijn prooi, aan het wateroppervlak rust, met zijn poten gespreid.

Tijdens het foerageren duikt het vogelbekdier geregeld onder. Onder water beweegt het zijn kop heen en weer, zodat zijn snavel elektrische velden kan opvangen. Met zijn snavel zoekt het zijn prooi op de bodem van waterlopen, onder stenen en in het substraat. Soms jaagt het ook op vrij zwemmende dieren. Tijdens het foerageren eet het vogelbekdier ook zand en modder. Mogelijk ondersteunt dit de vertering en dienen substraatdeeltjes om voedsel te vermalen. Het vogelbekdier heeft een maag, maar deze is niet voorzien van spijsverteringsklieren, zodat het voedsel wordt verteerd in de darmen.
Gevangen prooidieren worden opgeslagen in de wangzakken. Als het enkele heeft gevangen, zwemt het naar het wateroppervlak, waar het ze al op zijn buik drijvende opeet. Het blijft hier voor ongeveer 10 seconden, om vervolgens weer onder te duiken. Het kauwt op de prooidieren door ze tussen de verhoornde ribbels en de tong te pletten. Dagelijks kan het de helft van zijn eigen lichaamsgewicht eten.
In de onderhuidse vetlaag van de staart slaat het vogelbekdier vetreserves op. Het kan hier wel 40% van al het lichaamsvet opslaan. De vetlaag is het dikst in de zomer (februari tot mei) en dient om voedselarme perioden in de winter door te komen. Aan het begin van de lente, in oktober en november, is de vetlaag het dunst.

### Voortplanting en ontwikkeling
De paartijd valt in de late winter en de lente. De precieze tijd verschilt per gebied: in Queensland in augustus, in New South Wales in september en in Victoria en Tasmanië in oktober en november. Mannetjes worden dan onderling zeer agressief en vechten voor vrouwtjes of territorium. Tevens worden de testikels en gifklieren groter. Bij de gevechten worden de giftige sporen ingezet. Littekens, voornamelijk op de staart, herinneren aan de gevechten tussen mannetjes. In gevangenschap kunnen bij deze gevechten doden vallen. Aangenomen wordt dat dit in het wild minder vaak gebeurt. Paringen vinden in het water plaats en worden voorafgegaan door achtervolgingen. Het vrouwtje neemt het initiatief tot paren. Zij zwemt onder het mannetje door, dicht tegen hem aan. Het mannetje bijt vervolgens in haar staart, waarna de dieren rondjes draaien. Achtervolgingen en nekbijten worden ook bij dit ritueel waargenomen. Hierna volgt de paring. Het mannetje krult zich bij de paring via de achterzijde om het vrouwtje heen.
In de twee weken na de paring graaft het vrouwtje in de rivieroever een gecompliceerd broedhol, dat meestal 7 tot 10 m lang is, maar wel 17 tot zelfs 30 meter lang kan zijn en 30 cm tot drie meter onder de grond ligt. Het bestaat uit een lange ingang gevolgd door een nauwe gang en een of meerdere nestkamers. De nestkamer is bekleed met een bed van bladeren en nat gras, die het vrouwtje op het land verzamelt en tussen haar staart geklemd naar het hol vervoert. Het hol wordt vervolgens afgesloten door een 20 cm dikke modderlaag. Hierdoor daalt het zuurstofgehalte in het hol. Vogelbekdieren hebben meer hemoglobine en een hogere concentratie rode bloedcellen in het bloed dan andere zoogdieren, zodat ze ook in weinig zuurstofrijke omgevingen kunnen ademhalen.
Twee tot vier weken na de paring legt het vrouwtje in de nestkamer één tot drie, gemiddeld twee, ronde eieren. Deze zijn niet hard en breekbaar maar lederachtig, zoals bij reptielen, en kleven aan elkaar. De eieren zijn 16 tot 18 mm lang en hebben een doorsnede van 14 tot 15 mm. Het wijfje bebroedt ze door het lichaam eromheen te krullen. De eieren worden tussen de buik en staart gehouden. Het vrouwtje verlaat het hol zeer zelden, enkel om eten te zoeken. Wanneer zij het hol toch verlaat, zorgt ze ervoor dat de ingang van de tunnel is afgesloten. Op deze manier beschermt ze haar eieren en jongen tegen vijanden. Tijdens het foerageren kan een vrouwtje soms wel 38 uur wegblijven van het hol.
Na tien tot twaalf dagen komen de eieren uit. Net als reptielen bezitten ze een eitand om het ei te openen. De jongen zijn vlak na het uitsluipen nog blind en hebben nog geen vacht. Ze hebben al krachtige voorpoten maar zwakke achterpoten. Ze zijn ook klein, gemiddeld 25,4 mm lang. Vogelbekdieren hebben geen tepels. De melk vloeit bij het wijfje uit talgklieren van haren, die in melkvelden op haar buik liggen. De melk van het vogelbekdier heeft eenzelfde samenstelling als dat van buideldieren. Een verschil is het relatief hoge gehalte aan laurinezuur, de melk bevat tot 8 procent van dit vetzuur terwijl de melk van andere zoogdieren een aanzienlijk lager percentage bevat.
Bij het zogen gaat het vrouwtje zitten. De melk lekt langs de haren en de jongen likken het op. De ogen openen na 11 weken. De zoogtijd beslaat zeker drie tot vier maanden. Na deze periode verlaten de jongen het hol en kunnen ze zelfstandig eten. Vrouwtjes zijn dan gemiddeld 37 cm lang, mannetjes 41 cm. Het is niet bekend of de jonge dieren na het verlaten van het nest nog melk drinken.
Zodra de jongen op 80% van hun volwassen lichaamslengte zijn, zijn ze zelfstandig en verlaten ze het territorium van het vrouwtje. Waarschijnlijk zijn de dieren na 2 jaar geslachtsrijp. Niet alle vrouwtjes planten zich ieder jaar voort. Wel kunnen zij zich tot late leeftijd voortplanten: in het wild kunnen vrouwtjes van elf jaar en ouder nog jongen grootbrengen.
Het vogelbekdier wordt voor een dier van zijn grootte vrij oud. In gevangenschap behalen dieren geregeld een leeftijd van 15 jaar. In Lone Pine Koala Sanctuary is een vogelbekdier 21 jaar oud geworden. In de natuur bereikt het vogelbekdier een aanzienlijk lagere leeftijd. Geschat wordt dat vrouwtjes in het wild maximaal 13 jaar oud worden, mannetjes maximaal 6 jaar. De gemiddelde leeftijd ligt lager, bij mannetjes 4-5 jaar, bij vrouwtjes 6-8 jaar. Het sterftecijfer lijkt voor volwassen dieren laag te liggen.

### Vijanden en verdediging
Het vogelbekdier kent weinig natuurlijke vijanden. Krokodillen als de zeekrokodil (Crocodylus porosus) en de zoetwaterkrokodil (Crocodylus johnstoni) grijpen incidenteel een volwassen dier, terwijl jonge dieren ten prooi kunnen vallen aan grotere vissen als palingen en de Murraykabeljauw (Maccullochella peelii). Ook varanen en de ruitpython (Morelia spilota) grijpen af en toe een vogelbekdier, evenals roofvogels als wigstaartwouw en grijze havik. Op het land vormt de geïntroduceerde vos (Vulpes vulpes) een potentiële vijand. Geen van deze dieren lijkt echter geregeld op het dier te jagen.
Bij gevaar van bovenaf duikt het snel onder water. Enkel bij verstoring duikt het vogelbekdier met een duidelijk hoorbare plons: normaliter gaat het duiken geruisloos. Vermoed wordt dat deze plons dient als waarschuwingssignaal voor andere vogelbekdieren. Onder water verstoppen vogelbekdieren zich soms door zich klem te zetten onder stenen of boomstammen. Bij acute bedreiging kan een mannetje zijn belager met zijn gifsporen prikken. Het gif is dodelijk voor dieren tot de grootte van een hond.
Het vogelbekdier kent verscheidene parasieten, waaronder protozoën, rondwormen, vlooien en teken als Ixodes ornithorhynchi. Vogelbekdieren hebben in het algemeen weinig last van ziekten. Op Tasmanië hebben de dieren echter veel last van een schimmelziekte, mucormycose genaamd, die huidaandoeningen en zweren veroorzaakt op verschillende delen van het lichaam, waaronder rug, staart en poten, en tot de dood kan leiden. Op het Australische vasteland is deze ziekte nog niet vastgesteld.

### Communicatie
Als het wordt verstoord in gevangenschap of met de handen wordt aangeraakt, slaakt het een lage brul. Verder zijn van het vogelbekdier weinig geluiden bekend.

## Evolutie

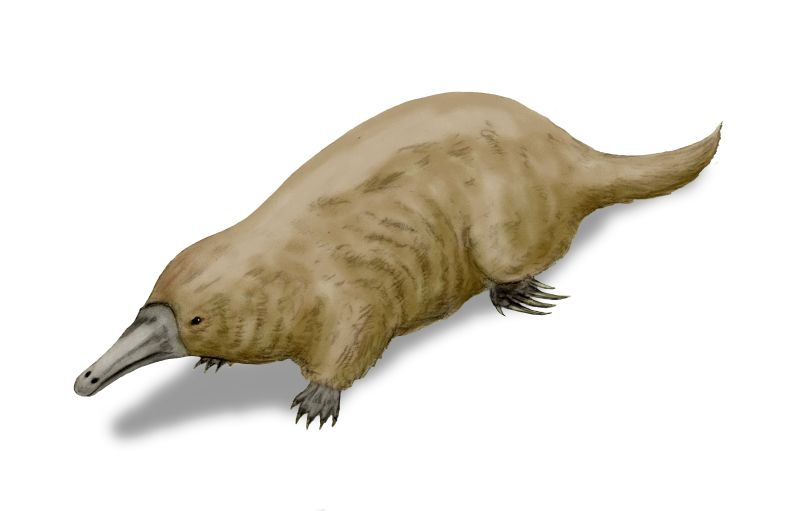
Reconstructie van Steropodon galmani

Het vogelbekdier behoort samen met de mierenegels tot de cloacadieren (Monotremata), ook wel snaveldieren of eierleggende zoogdieren genoemd. Deze groep splitste zich al vroeg van de zoogdieren af, nog voor de splitsing tussen buideldieren en placentale zoogdieren. De oudst bekende fossiele cloacadieren zijn Steropodon en Teinolophos. Fossielen van deze dieren dateren uit het Vroeg-Krijt. Zij vormen daarmee de oudste zoogdierfossielen van Australië.
Een nauwe verwant van het vogelbekdier, Monotrematum sudamericanum, leefde in Patagonië ten tijde van het Paleoceen, 62 miljoen jaar geleden. Het is het enige bekende cloacadier van buiten Australië en Nieuw-Guinea. Monotrematum is nauw verwant aan Obdurodon, een groot Australisch vogelbekdier uit het Oligoceen en Mioceen. Al deze vogelbekdieren hadden nog tanden als volwassen dieren, terwijl het moderne vogelbekdier alleen als jong tanden bezit.
Onderzoek naar de moleculaire klok en overeenkomsten in de morfologie en ecologie van fossiele en recente soorten suggereert dat de mierenegels zich 19 tot 48 miljoen jaar geleden van de vogelbekdieren afsplitsten.
Fossielen van het moderne vogelbekdier zijn gevonden in Australië en Tasmanië. Het oudst bekende fossiel van de moderne soort is 100.000 jaar oud.
Onderzoek uit 2008 naar het DNA van vogelbekdieren leidde tot de conclusie dat het genoom van een vogelbekdier voor 80% overeenkomt met dat van andere zoogdieren. Uit het DNA-onderzoek bleek ook dat de in het DNA besloten genen die verantwoordelijk zijn voor het vermogen om eieren te leggen met delen van het DNA van de kip en bij uitbreiding van reptielen overeenkomen.

## Relatie met de mens

### Culturele rol bij de Aboriginals
De Aboriginals kennen het vogelbekdier onder verscheidene namen, waaronder mallangong en tambreet. Het vogelbekdier speelt een rol in de Droomtijd-verhalen van de Aboriginals, waarin het wordt beschouwd als een kruising tussen een eend en een Australische beverrat. Volgens een verhaal streden de drie grote dierengroepen (vogels, landdieren en waterdieren) om de gunst van het vogelbekdier om zich bij een van hen te voegen. Het vogelbekdier besloot uiteindelijk dat het niet bij een groep hoefde te horen om bijzonder te zijn, en sloot zich bij geen van hen aan.
Aboriginals jaagden soms met lange speren op vogelbekdieren voor voedsel. Het vlees van vogelbekdieren wordt echter doorgaans niet bijzonder gewaardeerd.

### Bedreiging en bescherming
Het vogelbekdier lijkt niet bedreigd te zijn en heeft een groot verspreidingsgebied. De IUCN beschouwt het dier als veilig. Er zijn wel aanwijzingen dat op lokaal niveau het aantal afneemt. De belangrijkste bedreiging is een afname van rivieren en stromen door aanhoudende droogte, kanaliseren, waterwinning en overstromingen als gevolg van cyclonen. Verder vormen erosie van oevers en sedimentatie als gevolg van slechte methoden van landbeheer een bedreiging. Verslechtering van waterkwaliteit is een potentiële bedreiging voor lokale populaties, evenals verdrinking in netten en vallen, uitgezet voor vissen en schaaldieren.
Europese kolonisten bejaagden het dier vanaf de negentiende eeuw om zijn pels. Een jager schoot dan met een geweer van groot kaliber in het water. De klap verdoofde de aanwezige vogelbekdieren, die vervolgens naar boven kwamen drijven en door honden werden geapporteerd. Ook werden de dieren gevangen met fuiken. De economische waarde van het bont was echter gering: alhoewel de vacht zeer zacht was, was het van slechte kwaliteit en bovendien lastig te bewerken. In de jaren twintig van de twintigste eeuw werd de jacht verboden.
Een tijd werd gevreesd dat uitgezette forellen een voedselconcurrent voor het vogelbekdier zouden kunnen zijn, maar uit onderzoek is gebleken dat forellen vooral vrijzwemmende insectenlarven eten, terwijl vogelbekdieren op in de bodem levende larven jagen. Bovendien voeden vogelbekdieren zich soms met de eieren van forellen.

### In gevangenschap

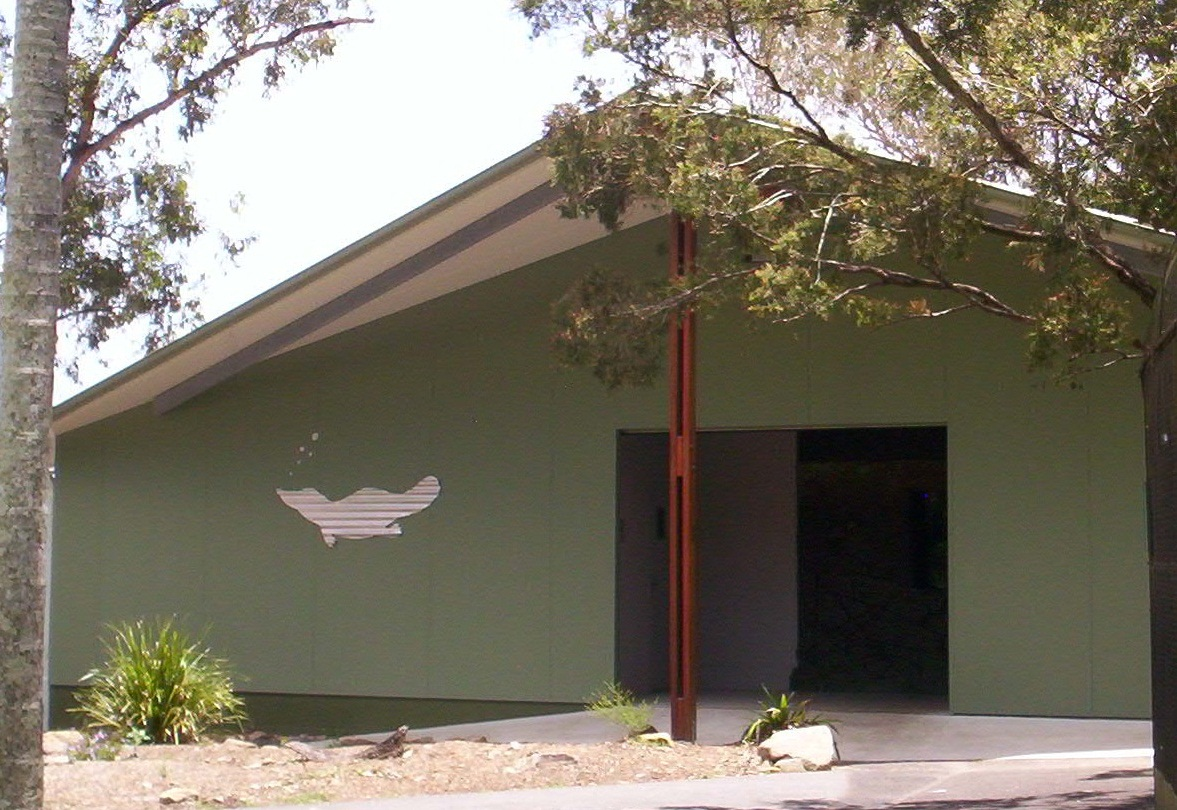
Het "Platypus House" in de Lone Pine Koala Sanctuary, een opvangcentrum te Brisbane

Vogelbekdieren stellen hoge eisen aan hun leefomgeving. Het is daarom moeilijk om ze in gevangenschap te houden. Een van de oudst bekende pogingen om vogelbekdieren in gevangenschap te houden dateert uit 1832, toen luitenant Lauderdale Maule een vrouwtje en twee jongen twee weken lang in leven hield. Maule ontdekte hierbij dat het dier wel degelijk melk geeft, ook al heeft zij geen tepels. Sindsdien zijn vele pogingen ondernomen om het dier in gevangenschap te houden, maar de eerste pogingen verliepen slecht doordat de leefgewoonten van het dier onbekend waren. Zo kregen ze vaak rijst, melk en brood gevoerd. Sommige dieren werden zelfs als huisdier gehouden, zonder toegang tot water. Tot in de jaren tachtig van de twintigste eeuw stierf driekwart van de vogelbekdieren in gevangenschap in het eerste jaar.
De soort wordt vrijwel alleen nog in enkele dierentuinen en opvangcentra binnen Australië in gevangenschap gehouden. Zij maken daarbij gebruik van een zogenaamde platypusary, een paludarium speciaal ontworpen voor het houden van vogelbekdieren. De term werd bedacht door de Australische natuurliefhebber Henry Burrell, die in 1910 met zijn verplaatsbare platypusary als eerste het vogelbekdier in een dierentuin tentoonstelde. Een platypusary bestaat tegenwoordig uit een of meerdere watertanks en verscheidene nestkasten, die met tunnels met de watertanks verbonden zijn. De Australische dierentuinorganisatie ASZK heeft verdere richtlijnen opgesteld om vogelbekdieren succesvol in gevangenschap te houden.
Australië heeft export van het dier verboden. Bronx Zoo van New York, Verenigde Staten is een van de weinige dierentuinen buiten Australië die in het verleden de soort heeft gehouden. Bronx Zoo heeft drie pogingen gedaan, in 1922, 1947 en 1958. Hiervan had enkel de poging in 1947 enig succes. Twee van de drie dieren die toen werden overgebracht, konden langer dan 18 maanden in leven worden gehouden. In oude literatuur worden ook enkele Europese dierentuinen (Zoo Leipzig, Zoo Frankfurt, Diergaarde Blijdorp, dierentuin van Boedapest) genoemd die een vogelbekdier in de collectie zouden hebben gehad, maar waarschijnlijk gaat hier om verwarring met mierenegels. In 2019 was buiten Australië het Amerikaanse San Diego Zoo Safari Park de enige plek waar het dier in gevangenschap werd gehouden.
Het vogelbekdier heeft zich in gevangenschap zeer zelden voortgeplant. De eerste die hier succes mee had was de Australische bioloog David Fleay. In de jaren 1940 vestigde hij in Healesville Sanctuary een platypusary. In 1943 werd hier het eerste vogelbekdier in gevangenschap geboren. In 1998 en 2000 werden hier opnieuw jongen geboren. Afgezien van een doodgevonden jong in een ander park van Fleay in 1972 is het enkel de Taronga Zoo te Sydney gelukt om met het vogelbekdier te fokken: in 2003 (een tweeling) en in 2006.

### In populaire cultuur
- Omdat het vogelbekdier endemisch in Australië is, wordt het vaak gebruikt als mascotte voor het land. De mascotte voor de Wereldtentoonstelling van 1988 in Brisbane was een vogelbekdier, "Expo Oz". De Olympische Spelen in 2000 in Sydney hadden drie mascottes, waaronder een vogelbekdier genaamd Syd. Het staat bovendien afgebeeld op de achterzijde van de Australische munt van 20 cent en is het nationale dierenembleem van de Australische staat New South Wales.[51]
- Hoofdpersoon Ovide uit de Canadese tekenfilmserie Ovide en zijn vriendjes is een vogelbekdier, net als geheim agent Perry het vogelbekdier uit de Disney-tekenfilmserie Phineas en Ferb.